# Gran Premi de Macau
El Gran Premi de Macau és una cursa d'automobilisme que es corre al Circuito da Guia, prop de la Colina da Guia, Macau (Xina). La cursa se celebra des de l'any 1954, inicialment amb automòbils esportius. Actualment, es corre amb monoplaces de Fórmula 3, juntament amb nombroses curses de suport, com turismes, GT i motociclisme.
El primer esdeveniment del Gran Premi de Macau es va celebrar l'any 1954, com a esdeveniment de cotxes esportius. El 1961, la cursa pel títol es va convertir en un esdeveniment de Fórmula Lliure de rodes obertes. L'esdeveniment també ha comptat amb diverses curses de suport en la seva durada. Els cotxes de producció es van unir a l'esdeveniment l'any 1957, que van ser substituïts pels turismes el 1972. L'esdeveniment va rebre l'estatus de campionat del món des del 2005 fins al 2014 com a ronda final del Campionat del món de turismes. El 1976 es va presentar el Gran Premi de Motocicletes de Macau.
Entre els guanyadors de la cursa de Fórmula 3 es troben els pilots de Fórmula 1 Riccardo Patrese, Roberto Moreno, Ayrton Senna, Michael Schumacher, David Coulthard, Ralf Schumacher i Takuma Satō, António Félix da Costa.